# Уманський трамвай
Уманський трамвай — трамвайна система, яку планувалося спорудити у місті Умань на початку XX століття.

## Історія
У листопаді 1899 року підприємець Р.Сеславін запропонував міській управі Умані послуги зі спорудження у місті трамваю. Однак затверджено проєкт трамваю було лише 1913 року, наступного 1914 року розпочалися будівельні роботи, однак через початок Першої світової війни їх було зупинено, а по війні більше не поновлено.